# Bohdan Paczyński
Bohdan Paczyński, poljski astronom, * 8. februar 1940, Vilna, Litva, † 19. april 2007, Princeton, New Jersey, ZDA.
Paczyński je zaradi dela na področju teoretične astronomije pri 36 letih postal najmlajši član Poljske akademije znanosti. Bil je eden vodilnih strokovnjakov s področja teorije razvoja zvezd, akrecijskih diskov in izbruhov žarkov gama.